# احسانیه
احسانیه (به لاتین: İhsaniye) یک منطقهٔ مسکونی در ترکیه است که در استان افیون قره‌حصار واقع شده‌است. احسانیه ۱٬۱۰۰ متر بالاتر از سطح دریا واقع شده‌است.